# O. Berndt Scholz
Oskar Berndt Scholz bzw. O. Berndt Scholz (* 13. Juli 1941 in Freiberg) ist ein deutscher Psychologe und Psychotherapeut.

## Leben
Scholz studierte an der Berliner Humboldt-Universität Psychologie mit den Nebenfächern Medizin, Mathematik und Biologie. Als wissenschaftlicher Mitarbeiter war er an den Universitäten Leipzig, Berlin und Tübingen tätig. 1976 erhielt er seinen ersten Ruf auf eine Professur für Psychologie  an die Universität Düsseldorf. Von 1983 bis zu seiner Pensionierung war er Inhaber des Lehrstuhls für Klinische und Angewandte Psychologie der Rheinischen Friedrich-Wilhelms-Universität Bonn. Als Direktor am dortigen Institut für Psychologie war er insbesondere für die Fächer Rechtspsychologie und Biopsychologie zuständig. Mehrere Aufenthalte als Gastprofessor führten ihn nach Japan, Taiwan, Brasilien und Russland.

## Forschungen
Scholz betrieb klinisch-psychologische Grundlagenforschung auf unterschiedlichen Gebieten: der Kooperation von Paaren, der Messung chronischer Schmerzen, der Verhaltensmedizin bei Schlafstörungen, bei  dermatologischen und bei rheumatischen Erkrankungen. Seine rechtspsychologischen Untersuchungen beziehen sich auf die Glaubwürdigkeit von Zeugenaussagen, auf Erinnerungsfälschungen und deren Manipulationen sowie auf Fragen der Schuldminderung. Besondere Verdienste erwarb er sich um die Hypnoseforschung, die er auf eine rationale Grundlage stellte, indem er die Wirksamkeit hypnotherapeutischer Verfahren durch empirisch-experimentelle Untersuchungen nachwies und auf diese Weise esoterischen Annahmen und Überzeugungen entgegentrat.

## Sonstiges
Scholz übernahm die wissenschaftliche Leitung des 3. Kongresses der Deutsche Gesellschaft für Verhaltensmedizin und Verhaltensmodifikation in Bonn, dem insofern eine politische Bedeutung zukam, als es die erste wissenschaftliche Zusammenkunft von Verhaltensmedizinern nach der sog. Wende war (russische, griechische und amerikanische Kollegen waren unter den Teilnehmern).
Scholz ist unter einem Pseudonym auch belletristisch tätig. Von ihm sind zwei Romane und ein Novellenband erschienen.

## Auszeichnungen
- 1971: Johann-Gottlieb-Fichte-Preis für Nachwuchswissenschaftler der DDR
- 2007: Milton-Erickson-Preis
- 2009: Ehrenmitgliedschaft der Milton-Erickson-Gesellschaft

## Veröffentlichungen
Scholz hat Stand Februar 2016 insgesamt 11 Monografien und rund 170 Beiträge in wissenschaftlichen Zeitschriften und Sammelbänden sowie zahlreiche Rezensionen verfasst, von denen eine Auswahl folgt:
- Hypnotherapie bei chronischen Schmerzerkrankungen. Huber, Bern 2006, 2. überarb. Auflage 2013.
- Hypnotherapie bei chronischen Schlafstörungen. Huber, Bern 2010.
- mit Alexander F. Schmidt: Schuldfähigkeit bei schwerer anderer seelischer Abartigkeit. Psychopathologie – gutachterliche Entscheidungshilfen. Kohlhammer, Stuttgart 2003.
- Schmerzmessung und Schmerzdiagnostik. Karger, Freiburg 1994.
- Ehe und Partnerschaftsstörungen. Bedeutung – Beschreibung – Behandlung. Kohlhammer, Stuttgart 1987.